# Showtime
Showtime is een Amerikaanse betaaltelevisiezender, eigendom van Paramount Global, dat via de kabel uitzendt. De zender heeft wereldwijd verschillende kanalen, maar zendt voornamelijk uit in de Verenigde Staten.

## Geschiedenis
Showtime werd opgericht door Viacom en begon op 1 juli 1976 als een lokaal kabelstation in Californië. Op 7 maart 1978 breidde het station nationaal uit via satelliet, om zo de rechtstreekse concurrentie aan te gaan met HBO. In 1979 verkocht Viacom de zender voor 50% aan TelePrompTer.
In 1982 verkocht Westinghouse (dat ondertussen TelePrompTer had opgekocht) de aandelen weer aan Viacom. Viacom besloot toen om, samen met Warner-Amex Satellite Entertainment, het kanaal te laten samen voegen met The Movie Channel, om zo te komen tot Showtime Networks, Inc. In 1985 kocht Viacom de aandelen van Warner-Amex kabeltelevisiebedrijven, inclusief die van Showtime Networks. In 2005 werd Showtime onderdeel van CBS Corporation, nadat CBS en Viacom uit elkaar gingen.
Sinds het begin van de 21e eeuw heeft Showtime een aantal dochterkanalen:
Showtime Too, Showtime, Showtime Beyond, Showtime Extreme, Showtime Family Zone, Showtime Next en Showtime Women.
Showtime Networks bezit ook andere kanalen, zoals The Movie Channel, The Movie Channel Xtra en Flix. Ook beheert de groep het televisiekanaal dat nieuws en informatie brengt rond Robert Redford’s Sundance Film Festival.
Showtime was ook het eerste station dat kabeltelevisie bracht in HDTV.

## Zenders
Showtime beheert 8 zenders + 1 kanaal in HDTV.
- Showtime: Bekende films, eigen films, grote producties en boksen
- Showtime Too: Meer films, series en boksen
- Showtime Beyond: mix van Sci-Fi-, fantasy- en horrorfilms
- Showtime Extreme: Action & adventure-, thriller-, gangster- en martial-artfilms
- Showtime Family Zone: Familieprogramma's en films
- Showtime Next: Interactieve televisiediensten voor een publiek van jongeren tussen 18 en 24
- Showcase: Gelijkwaardig aan Showtime Too
- Showtime Women: Zender speciaal voor vrouwen, met films, series en reportages achter de scene.

### Bekende programma’s
- The Big C (2010)
- The Borgias
- Brotherhood
- Californication
- Dead Like Me
- Dexter
- Episodes
- Family Business
- Homeland
- Huff
- The L Word
- Nurse Jackie
- The Outer Limits
- Poltergeist: The Legacy
- Queer as Folk
- Red Shoe Diaries
- Rude Awakening
- Sleeper Cell
- Stargate SG-1 (Seizoenen 1 - 5)
- Shameless
- The Tudors
- United States of Tara
- Weeds

## Films
Paramount Pictures, MGM Studios, Lions Gate Films, IFC Films en bepaalde films van The Weinstein Company hebben allemaal een contract met Showtime Networks dat hun films eerst via Showtime op televisie komen. Onzeker is of ook de films van Dreamworks (in 2005 gekocht door Paramount Pictures voor 1,6 miljard dollar) als eerste op Showtime te zien zullen zijn.
Zo waren onder andere The Passion of the Christ en Donnie Darko als eerste op de zender te zien.

## Showtime in andere landen
Showtime heeft nog een aantal zenders in andere landen. Zo hebben ze 3 betaalzenders in Australië (Showtime, Showtime 2 (Showtime met een vertraging van twee uur) en Showtime Greats), een betaalzender in Arabische landen (Showtime Arabia), een digitale betaalzender in Scandinavië (Showtime Scandinavia), één kanaal in Spanje (Showtime Extreme) en een digitaal filmkanaal in Turkije (zit in pakket van Digiturk).